# 노부노촌
노부노촌(延野村)은 도쿠시마현 나카군에 있던 촌이다. 

## 역사
- 1889년 10월 1일 - 정촌제 시행에 의해 9촌의 구역으로 성립하였다.
- 1956년 9월 30일 - 히노타니촌, 아이오이촌과 합병해 아이오이정이 성립, 동일 노부노촌은 폐지되었다.

## 교통

### 도로
- 국도 195호선